# Papua Nuova Guinea ai Giochi olimpici
Papua Nuova Guinea ha partecipato per la prima volta ai Giochi olimpici nel 1976; da allora, ad eccezione del 1980, è stata presente a tutte le edizioni estive dei Giochi. Non ha mai partecipato ai Giochi olimpici invernali.
I suoi atleti non hanno mai vinto alcuna medaglia.
Il Comitato Olimpico della Papua Nuova Guinea, fondato nel 1973, è stato riconosciuto dal CIO l'anno successivo.

## Medaglie alle Olimpiadi estive
| Giochi              | Oro              | Argento          | Bronzo           | Totale           |
| ------------------- | ---------------- | ---------------- | ---------------- | ---------------- |
| Montréal 1976       | 0                | 0                | 0                | 0                |
| Mosca 1980          | non partecipante | non partecipante | non partecipante | non partecipante |
| Los Angeles 1984    | 0                | 0                | 0                | 0                |
| Seul 1988           | 0                | 0                | 0                | 0                |
| Barcellona 1992     | 0                | 0                | 0                | 0                |
| Atlanta 1996        | 0                | 0                | 0                | 0                |
| Sydney 2000         | 0                | 0                | 0                | 0                |
| Atene 2004          | 0                | 0                | 0                | 0                |
| Pechino 2008        | 0                | 0                | 0                | 0                |
| Londra 2012         | 0                | 0                | 0                | 0                |
| Rio de Janeiro 2016 | 0                | 0                | 0                | 0                |
| Tokyo 2020          | 0                | 0                | 0                | 0                |
| Parigi 2024         | 0                | 0                | 0                | 0                |
| Totale              | 0                | 0                | 0                | 0                |